# NGC 2188
NGC 2188 ist eine Balken-Spiralgalaxie vom Hubble-Typ SBm im Sternbild Taube am Südsternhimmel. Sie ist schätzungsweise 25 Millionen Lichtjahre von der Milchstraße entfernt und hat einen Durchmesser von etwa 50.000 Lj.
Das Objekt wurde am 9. Januar 1836 von John Herschel entdeckt.